# Виа деи Кондотти

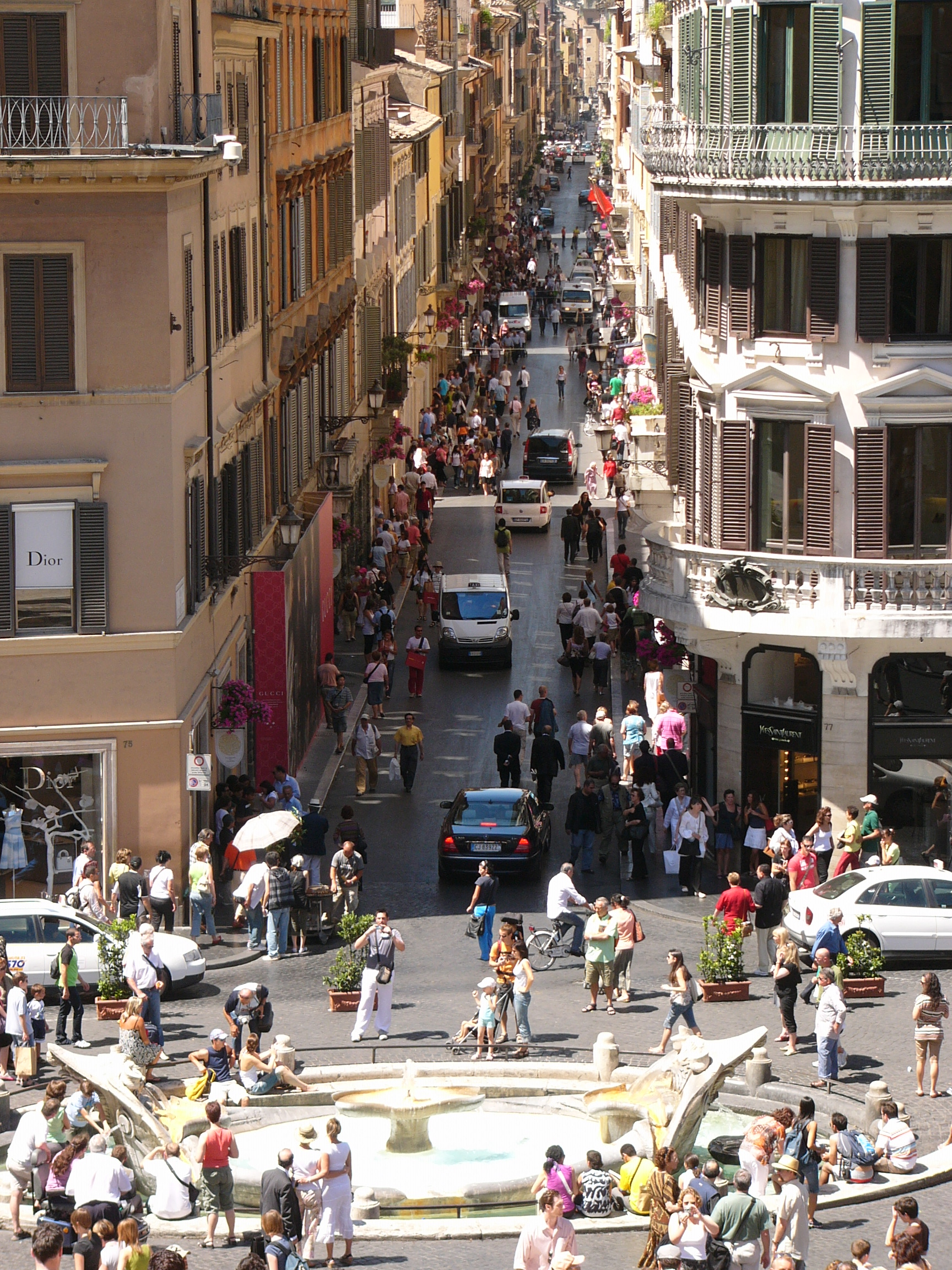
Вид на Виа деи Кондотти с площади Испании

Ви́а де́и Кондо́тти (также Виа Кондотти; итал. Via dei Condotti) — одна из старейших и известнейших улиц Рима. Расположена в историческом центре города и соединяет Виа дель Корсо и площадь Испании. Ближайшая станция метро — «Спанья» на линии A.
Во времена Древнего Рима эта улица пересекала Фламиниеву дорогу и связывала мост через Тибр с холмом Пинчо. Название происходит от водоводов (итал. condotti) акведука Аква Верджине (Acqua Vergine), которые были проведены от резервуара на холме Пинчо в XVI веке по приказу папы Григория XIII для обслуживания Марсова поля.

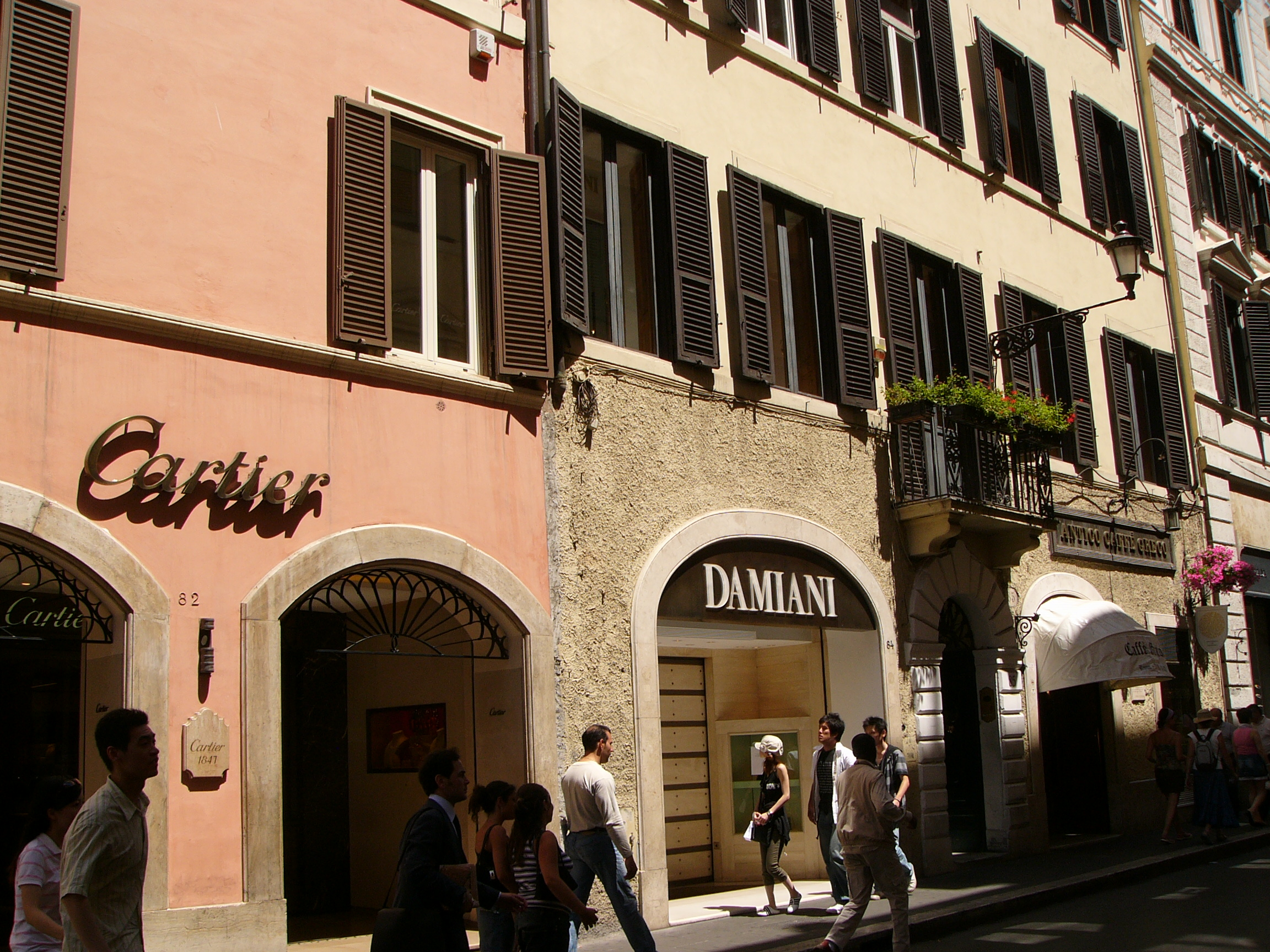
Виа деи Кондотти

В наши дни на виа деи Кондотти расположены престижные магазины одежды, кожаных и ювелирных изделий. В 1905 году здесь открылось ателье Bulgari. Позже были открыты бутики Valentino, Armani, Hermès, Cartier, Louis Vuitton, Fendi, Gucci, Prada, Chanel, Dolce & Gabbana и Salvatore Ferragamo. На этой улице также расположен офис модельера Лауры Биаджотти и «Кафе Греко» (Antico Caffè Greco), появившееся ещё в 1760 году. Кафе в своё время посещали Стендаль, Гёте, Байрон, Лист, Китс, Шопенгауэр, Вагнер, а в начале XX века — римские интеллектуалы и художники «новых тенденций»: Габриеле Д’Аннунцио, Джулио Аристид Сарторио, Нино (Джованни) Коста, молодые живописцы группы «In arte libertas» (В свободе искусства). По адресу Виа деи Кондотти, 11 жил Гульельмо Маркони.
Дом 68 по виа Кондотти принадлежит Мальтийскому ордену — является официальной резиденцией Великого магистра Мальтийского ордена (Магистральный дворец).